# سيد بارنز
سيد بارنز (5 يونيو 1916 في أستراليا - 16 ديسمبر 1973 في أستراليا) (بالإنجليزية: Sid Barnes)‏ هو لاعب كريكت أسترالي. شارك مع منتخب أستراليا الوطني للكريكت. أما مع النوادي، فقد لعب مع فريق جنوب ويلز الجديد للكريكت ‏.

## وصلات خارجية
- سيد بارنز على موقع إي آس بي آن كريك إنفو (الإنجليزية)